# Lewis Morgan (Fußballspieler)
Lewis Morgan (* 30. September 1996 in Paisley) ist ein schottischer Fußballspieler, der bei den New York Red Bulls unter Vertrag steht.

## Karriere
Lewis Morgan wurde im schottischen Paisley geboren. Er begann seine Karriere in der etwa 10 Kilometer westlich gelegenen Stadt Glasgow in der Youth Academy des Rangers FC. Für die Rangers spielte er insgesamt acht Jahre. Im Juli 2013 wechselte Morgan zum FC St. Mirren, bei dem er einen Zweijahresvertrag als Profi unterschrieb. Zunächst spielte der Mittelfeldspieler jedoch noch ein Jahr in der Jugend der Saints. Sein Profidebüt gab er im September 2014, am 8. Spieltag der Saison 2014/15 gegen Celtic Glasgow, nachdem er für Thomas Reilly eingewechselt wurde. Bis zum Saisonende kam Morgan unter Ian Murray noch in sieben weiteren Erstligaspielen zum Einsatz. Mit den Saints stieg Morgan als Tabellenletzter in die Championship ab. Seinen auslaufenden Vertrag verlängerte Morgan im Mai 2015 um zwei weitere Jahre bis 2017. In der Zweitligasaison 2015/16 spielte Morgan in 18 Partien für den Verein. Am letzten Spieltag der Saison konnte er den Treffer zum 2:2-Endstand gegen die Glasgow Rangers erzielen, was seinen ersten Profitreffer bedeutete. Am 5. Januar 2018 nahm ihn der Erstligist Celtic Glasgow unter Vertrag, aber Morgan spielte noch bis zum Saisonende auf Leihbasis bei seinem alten Verein  weiter. Nach seinen ersten Einsätzen für Cetic wurde er dann für die Rückrunde der Saison 2018/19 an den englischen Drittligisten AFC Sunderland verliehen. Auch in der folgenden Saison kam er nur zu wenigen Partien und so nahm ihn Anfang 2020 Inter Miami aus der Major League Soccer unter Vertrag. Dort etablierte Morgan sich nach guten Leistungen schnell als Stammspieler und wechselte zwei Jahre später weiter zu den New York Red Bulls.

## Nationalmannschaft
Von 2017 bis 2018 spielte Morgan neun Mal für die schottische U-21-Auswahl und erzielte dabei zwei Treffer. Am 30. Mai 2018 gab er dann sein Debüt in einem Testspiel für die A-Nationalmannschaft gegen Peru (0:2) und vier Tage später spielte Morgan bei der 0:1-Niederlage gegen Mexiko erneut. Nachdem er im Lauf des Jahres 2019 noch einige weitere Male in die Nationalmannschaft berufen worden war, ohne zu einem weiteren Einsatz zu kommen, wurde er anschließend zunächst nicht mehr berücksichtigt. Im Sommer 2024 kehrte Morgan in die Mannschaft zurück und wurde in den schottischen Kader für die Europameisterschaft berufen. Im Vorbereitungsspiel gegen Finnland bestritt er daraufhin sechs Jahre nach seinem letzten Länderspieleinsatz sein drittes Länderspiel.

## Erfolge
- Schottischer Meister: 2019, 2020
- Schottischer Ligapokalsieger: 2019, 2020